# ماتییا د لس کانیس
ماتییا د لس کانیس (به اسپانیایی: Matilla de los Caños) یک شهرستان در اسپانیا است که در استان وایادولید واقع شده‌است.